# Ахумян, Тигран Семёнович
Тигран Семёнович Ахумян (арм. Տիգրան Հախումյան; 17 января 1894, Эривань — 25 марта 1973, Ереван) — армянский драматург и театровед. Заслуженный деятель искусств Армянской ССР (1944). Профессор (1961).
Окончил юридический факультет Московского университета (1917). Писать начал в 1914 году. Автор 16 пьес и оперных либретто. Кавалер ордена «Знак Почёта» (04.11.1939 — «за выдающиеся заслуги в деле развития армянского театрального и музыкального искусства»).

## Пьесы
- «Ярость» (переделка одноим. пьесы Е. Яновского, 1929)
- «В когтях тьмы», «Враг» (1931)
- «Жизнь, как песня» (1950)
- «На рассвете» (1932)

## Книги
- «Антон Чехов. Его жизнь и произведения» (1944)
- «А. С. Грибоедов. Его жизнь и произведения» (1945)
- «Сказание о советских богатырях» (1945, рус.)
- «Драматургия Дереника Демирчяна» (1958)
- «Литературные статьи и воспоминания» (кн. 1-2, 1965, 1970, рус.)
- «Воспоминания» (1987)

Перевел ряд пьес на армянский язык. С 1944 года преподавал в Ереванском театральном институте, затем в Ереванском государственном университете.
Сын — Семён Тигранович Ахумян (1930—2016).